# Rob Edwards (attore)
Rob Edwards (Worcester, 24 maggio 1949) è un attore britannico, attivo in campo teatrale, televisivo e cinematografico.

## Biografia
Rob Edwards è nato a Worcester e ha studiato al Pembroke College dell'Università di Oxford prima di decidere di intraprendere la carriera artistica e studiare recitazione al Bristol Old Vic. A partire dal 1980 ha recitato assiduamente con la Royal Shakespeare Company, calcando le scene londinesi e di Stratford-upon-Avon in allestimenti di classici come La tragedia della fanciulla (1980), Timone di Atene (1980), Riccardo III (1981), Il mercante di Venezia (1981), Misura per misura (1987), Pericle principe di Tiro (1988), Tutto è bene quel che finisce bene (1989), Coriolano (1989), Enrico IV parte I e II, Edipo a Colono e Antigone (1991). 
Nel 1992 ha recitato accanto a Kenneth Branagh nell'Amleto, interpretando Orazio, e quando quattro anni più tardi Branagh adattò la tragedia per il cineme volle Edwards con sé nel ruolo di Luciano. Pur continuando a recitare con la Royal Shakespeare Company in opere come La dodicesima notte (1998), Donne attente alle donne (2006) e Le allegre comari di Windsor (2006), dalla fine degli anni novanta Edwards ha recitato anche nel West End londinese. In particolare, nel 1999 è stato il primo interprete del ruolo di Scar nel musical The Lion King e per la sua interpretazione ha ricevuto una candidatura al Laurence Olivier Award al miglior attore in un musical, il massimo riconoscimento del teatro britannico.

## Filmografia parziale

### Cinema
- Hamlet, regia di Kenneth Branagh (1996)

### Televisione
- Doctor Who – serie TV, 3 episodi (1977)
- Sono io, William! – serie TV, 3 episodi (1977)
- Crown Court – serie TV, 1 episodio (1984)
- Casualty – serie TV, 2 episodi (1991-1995)
- Metropolitan Police – serie TV, 2 episodi (1995-1996)
- The Thick of It – serie TV, 4 episodi (2005-2012)
- L'ispettore Barnaby – serie TV, 1 episodio (2006)
- Holby City – serie TV, 1 episodio (2017)